# Zweites Pfarrhaus (Merkendorf)
Das Zweite Pfarrhaus ist ein zweigeschossiger Satteldachbau in der Schulstraße 1 der Stadt Merkendorf im Fränkischen Seenland (Mittelfranken) und steht unter Denkmalschutz.
Das Gebäude wurde 1896–1900 nach Plänen des Münchner Architekten M. Förtsch erbaut. Es besitzt östlich ein abgesetztes Walmdach und Gliederungen in Naturstein (historisierende Formen).

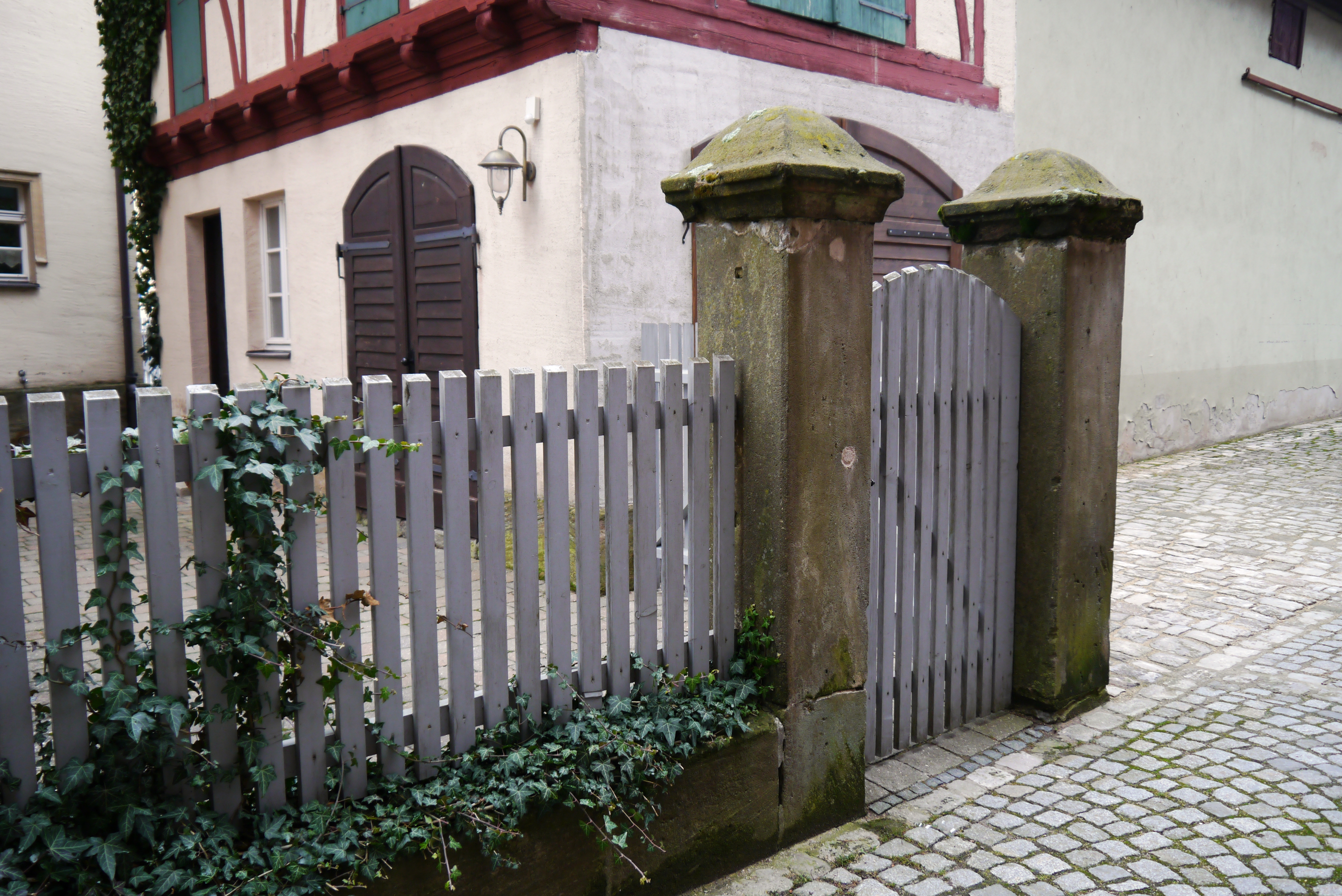
Massive Einfriedung um 1900 errichtet.
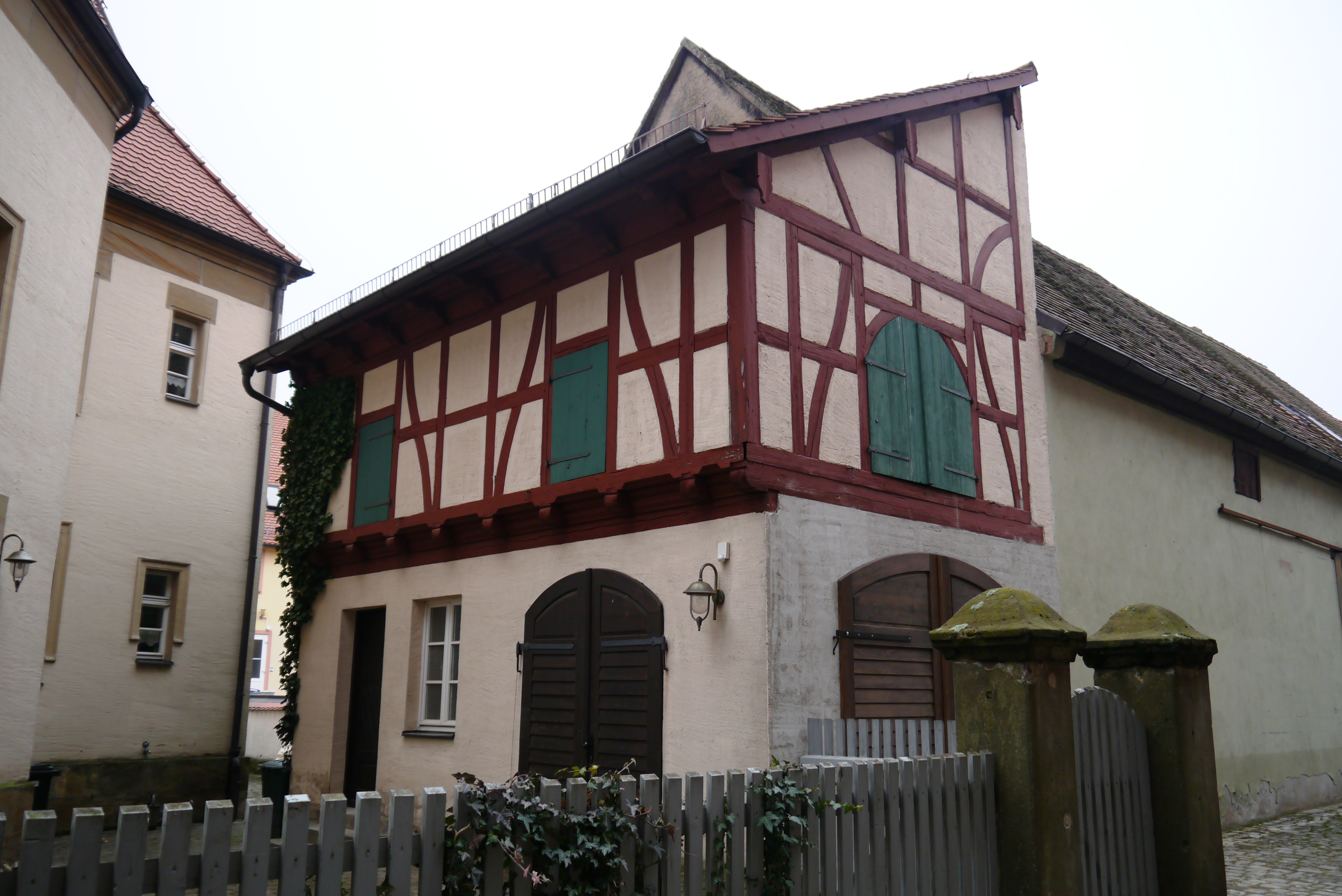
Kleines Nebengebäude mit Fachwerk und Pultdach.